# تحمير (خط)

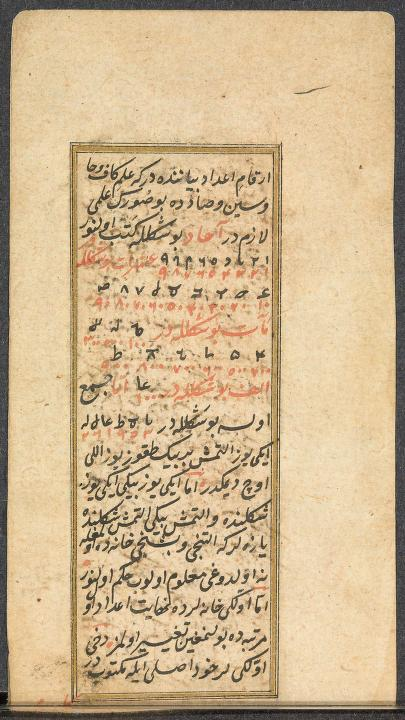
تراجم محمرة في كتاب باليبلن

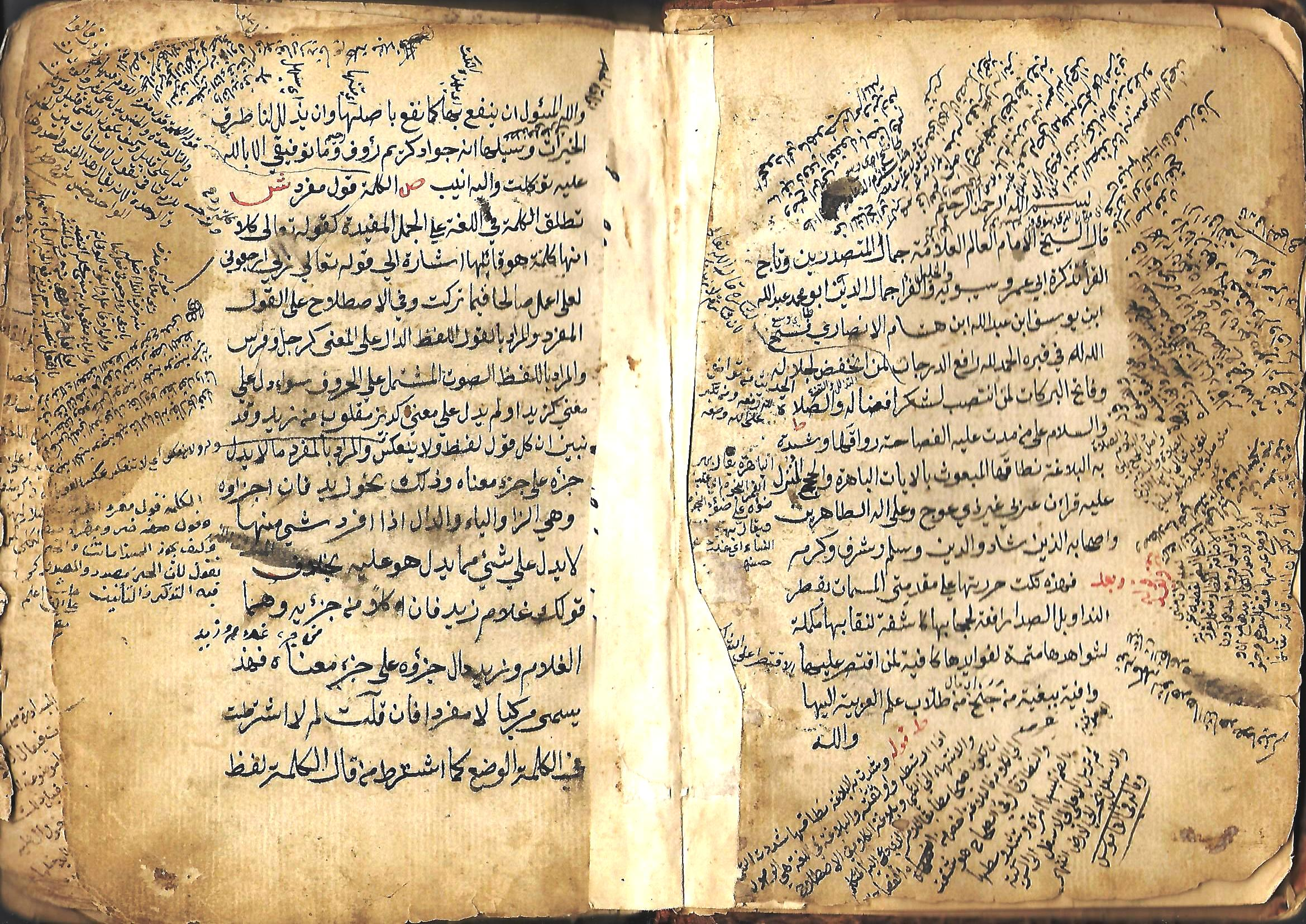
مثال على التحمير في بداية الأبواب

التحمير عند الخطاطين، ويعرف بالإبراز والإظهار والكِتابة بالحُمرة،[بحاجة لدقة أكثر] هو إبراز العناوين والكلمات بكتابتها بخط أحمر.